# 吉川真司
吉川 真司（よしかわ しんじ、1960年 - ）は、日本の歴史学者。京都大学名誉教授。専攻は日本古代史。

## 経歴
1960年、奈良県生まれ。1979年3月に東大寺学園高等学校を卒業し、京都大学文学部に進学。京都大学では学部・修士課程では岸俊男、博士後期課程は鎌田元一に師事した。1983年3月、京都大学文学部を卒業。同大学大学院文学研究科に進み、1986年3月に修士課程を修了。1989年3月、博士後期課程を満期退学。
1989年4月、京都大学文学部助手に採用された。1996年3月に文学部助教授、4月より京都大学大学院文学研究科助教授に昇格。同1996年7月、学位論文『日本古代政治の形成と規範』を京都大学に提出して文学博士の学位を取得。1997年4月より京都大学総合博物館助教授。2001年4月 より再び京都大学大学院文学研究科助教授。2007年4月、同研究科准教授に昇格。2008年7月に同研究科教授に昇格。2024年4月に京都大学を退任し、名誉教授となった。

## 研究内容・業績
在学中は京都大学考古学研究会に所属し、岩倉古窯跡群などの調査に携わった。
主な研究業績としては石母田正や早川庄八らの古代官僚制研究を批判的に継承し、10世紀後半に律令官人制が再編されることを明らかにし、10世紀後半の摂関期を「初期権門政治」と位置づけ中世の出発点と評価した。佐藤全敏はその研究を「現代における律令官僚制研究の一つの到達点といってよい」と評価している。1990年代以降に展開する大津透・佐藤泰弘・寺内浩等の「10世紀後半画期論」研究の先鞭をつける研究業績を上げた。

## 著作
著書
- 『律令官僚制の研究』塙書房 1998
  - オンデマンド版 塙書房 2013年
- 『聖武天皇と仏都平城京』(天皇の歴史 2) 講談社 2011
  - 文庫化 講談社学術文庫 2018
- 『飛鳥の都』(シリーズ日本古代史 3) 岩波新書 2011
- 『律令体制史研究』岩波書店(岩波新書) 2022

共編著
- 『勧修寺家本職掌部類』(京都大学文学部博物館の古文書 4) 思文閣出版 1989
- 『平安京』(日本の時代史 5) 吉川弘文館、2002
- 『律令国家』(展望日本歴史 6) 大隅清陽共編、東京堂出版 2002
- 『律令国家史論集』栄原永遠男・西山良平共編、塙書房 2010
- 『平安の新京』(古代の人物 4) 編、清文堂出版 2015
- 『東大寺の美術と考古』(東大寺の新研究 1) 栄原永遠男・佐藤信共編、法蔵館 2016
- 『歴史のなかの東大寺』(東大寺の新研究 2) 栄原永遠男・佐藤信共編、法蔵館 2017
- 『日本的時空観の形成』倉本一宏共編、思文閣出版 2017
- 『東大寺の思想と文化』(東大寺の新研究 3) 栄原永遠男・佐藤信共編、法蔵館 2018
- 『古代寺院史の研究』菱田哲郎共編、思文閣出版 2019
- 『古代寺院：新たに見えてきた生活と文化』吉村武彦・川尻秋生共編、岩波書店(シリーズ古代史をひらく) 2019
- 『古代の都：なぜ都は動いたのか』吉村武彦・川尻秋生共編、岩波書店(シリーズ古代史をひらく) 2019
- 『前方後円墳：巨大古墳はなぜ造られたか』吉村武彦・川尻秋生共編、岩波書店(シリーズ古代史をひらく) 2019